# Liste der denkmalgeschützten Objekte in Baumgartenberg
Die Liste der denkmalgeschützten Objekte in Baumgartenberg enthält die 4 denkmalgeschützten, unbeweglichen Objekte in Baumgartenberg.

## Denkmäler
| Foto |                 | Denkmal                                                                         | Standort                                                    | Beschreibung                                                                  | Metadaten |
| ---- | --------------- | ------------------------------------------------------------------------------- | ----------------------------------------------------------- | ----------------------------------------------------------------------------- | --- |
| ja   | Datei hochladen | Anlage Ehem. Zisterzienserstift Baumgartenberg HERIS-ID: 67387 Objekt-ID: 80340 | Baumgartenberg 1, 6, 23, 38, 39 Standort KG: Baumgartenberg | Das Kloster wurde 1148 von Otto von Machland gestiftet.                       | BDA-Hist.: Q1415135 Status: § 2a Stand der BDA-Liste: 2025-06-30 Name: Anlage Ehem. Zisterzienserstift Baumgartenberg GstNr.: 5/1, 60, 62, 64, .11/1, .11/2, .11/4, .226, .227, 36/1, 1/2, 18, 27/1, 27/3, 27/4, 43/1, .5, .6/1, .6/2, .6/3, 43/2, 44/1, 44/2, 1/1, 1483/3, 2, 3/2, 4, 5/2, 9, 13, 14, 20, 24, 31/1, 31/2, .1, .2/1, .2/2, .3/1, .3/2, .109, .225, 36/2 Stift Baumgartenberg |
| ja   | Datei hochladen | Figur Hl. Johannes Nepomuk HERIS-ID: 19327 Objekt-ID: 15625                     | bei Baumgartenberg 1 Standort KG: Baumgartenberg            | Anmerkung: Die Statue befindet sich nordwestlich des Stifts Baumgartenberg.   | BDA-Hist.: Q37847261 Status: § 2a Stand der BDA-Liste: 2025-06-30 Name: Figur Hl. Johannes Nepomuk GstNr.: 1462/1 |
| ja   | Datei hochladen | Bauernhof Kappllehen HERIS-ID: 19323 Objekt-ID: 15621                           | Kühofen 3 Standort KG: Baumgartenberg                       | Anmerkung: Der Bauernhof befindet sich südwestlich des Stifts Baumgartenberg. | BDA-Hist.: Q37847249 Status: Bescheid Stand der BDA-Liste: 2025-06-30 Name: Bauernhof Kappllehen GstNr.: .326 |
| ja   | Datei hochladen | Straßenbrücke Mettensdorf HERIS-ID: 19330 Objekt-ID: 15628                      | Mettensdorf Standort KG: Baumgartenberg                     | Die Brücke überquert den Mettensdorfer Mühlbach in der Ortschaft Mettensdorf. | BDA-Hist.: Q37847273 Status: § 2a Stand der BDA-Liste: 2025-06-30 Name: Straßenbrücke GstNr.: 2484 |